# Astrometri

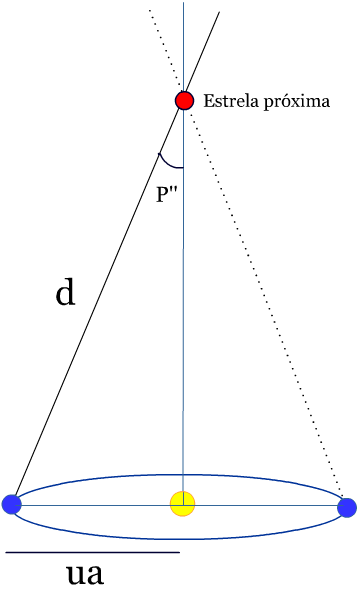
Illustration av användningen av parallax för att bestämma avståndet till en stjärna. Man drar då nytta av jordens rörelser runt solen vilket får stjärnan att se ut som den rör sig jämfört med mer avlägsna stjärnor. Skillnaden är dock så liten att avancerade teleskop krävs för att göra dessa mätningar.

Astrometri är en gren av astronomin som har med stjärnors och andra himlakroppars positioner, avstånd och rörelser att göra. Den är en av de äldsta grenarna av astronomin och är känd tillbaka till Hipparchos som författade den första stjärnkatalogen över de stjärnor som han själv kunde iaktta. 
Även om fältet en gång ansågs esoteriskt med få användbara resultat för framtiden anses numera fältet som viktigt i forskningen om kinematiken och ursprunget av vårt solsystem och galax. Utöver den grundläggande funktionen, att ge astronomer en referensram i vilken deras observationer kan rapporteras, är astrometrin nödvändig för celest mekanik, stjärndynamik och galaktisk astronomi.

## Historia
Astrometrins historia är nära kopplad med stjärnkatalogernas historik vilka gav astronomer referenspunkter för objekt i himlen så att de kunde spåra deras rörelser. Detta kan spåras tillbaka till Hipparchos som runt 190 f.Kr. använde katalogerna som hans föregångare Timocharis och Aristillos skapat. Detta betydde att han kunde upptäcka jordens precession. Han uppfann samtidigt också skalan över stjärnors ljusstyrka (skenbar magnitud) som används än idag.
James Bradley var den första att försöka mäta upp parallaxen på stjärnor 1729 för att beräkna deras avstånd, men dess rörelser visade sig vara för små för att han skulle kunna få några resultat. Istället upptäckte han ljusets aberration och nutationen på jordaxeln. Hans katalogisering av 3 222 stjärnor förfinades 1807 av Friedrich Bessel som brukar anses vara grundaren av modern astrometri. Han lyckades med det Bradley inte kunde göra på grund av primitiv teknologi, att mäta upp parallaxen på en stjärna: 0,3 bågsekunder för dubbelstjärnan 61 Cygni. Därmed kunde avståndet till vissa stjärnor för första gången fastslås.
Eftersom det är väldigt svårt att mäta upp lyckades man bara notera 60 stjärnparallaxer under 1800-talet. Automatiserad teknologi skulle så småningom på 1960-talet möjliggöra omfattande kartläggningar. På 1980-talet togs ytterligare ett steg när CCD ersatte fotoplåtar vilket minskade osäkerheten till mindre än en millibågsekund. Denna teknologi gjorde astrometri mindre dyrt och gjorde fältet tillgängligt för amatörastronomin.
1989 tog astrometrin steget ut i rymden med ESA:s satellit Hipparcos där den skulle påverkas mindre av mekaniska krafter från jorden och optiska förvrängningar i atmosfären. Man använde satelliten fram till 1993 och under de åren mätte Hipparcos stora och små vinklar på himlen med mycket högre precision än samtliga tidigare optiska teleskop. Positionen, parallaxen och egenrörelsen hos 118 218 stjärnor mättes upp med en mycket hög noggrannhet. En ny katalog, Tycho, samlade in uppgifter om 1 058 332 stjärnor och ytterligare kataloger samlade 23 882 dubbelstjärnor och 11 597 variabla stjärnor under Hipparcos 4-åriga uppdrag.
Idag är den mest använda katalogen USNO-B1.0 vilken täcker hela himlen och spårar egenrörelse, position, magnitud och andra karakteristiska egenskaper hos över en miljard stjärnobjekt.

## Tillämpningar
Förutom den grundläggande egenskapen att ge astronomer referenspunkter för att rapportera deras observationer i förhållande till dessa är astrometri också grundläggande för fält som celest mekanik, stjärndynamik och galaktisk astronomi. Inom observationell astronomi hjälper astrometrin till för att identifiera objekt med hjälp av dess unika rörelser. Det används också för att hålla tiden då UTC (Koordinerad universell tid) i grunden är Internationell atomtid synkroniserad mot jordens rotation där exakta referenspunkter är avgörande för att bestämma denna. Astrometri är även inblandat i skapandet av den kosmiska avståndsstegen genom att bestämma avstånden till stjärnor i Vintergatan.
Astronomer använder astrometriska tekniker för att spåra jordnära objekt (NEO:s). De har också använts för att upptäcka exoplaneter genom att mäta upp stjärnornas rörelser som planeterna förorsakar på dem med sin gravitation. Nasas planerade Space Interferometry Mission (SIM PlanetQuest) kommer att använda astrometriska metoder för att upptäcka jordlika planer runt de ca 200 närmaste sol-lika stjärnorna.
Astrometriska mätningar används av astrofysiker för att förfina vissa modeller inom celest mekanik. Genom att mäta hastigheten hos pulsarer är det möjligt att sätta en gräns på asymmetrin hos supernovaexplosioner. Astrometriska resultat används även för att bedöma mängden mörk materia i galaxen.
Genom astrometri har man upptäckt ett rekordstort antal objekt i solsystemet. För att hitta sådana objekt astrometriskt använder man teleskop för att inventera himlen och kameror som tar bilder vid vissa bestämda intervall. Genom att studera dessa bilder kan man upptäcka objekt genom dess rörelser mot bakgrundsstjärnorna, som i praktiken ser fixerade ut över så korta perioder. När en rörelse har bekräftats kompenserar man för parallaxen som jordens rörelser har orsakat och det heliocentriska avståndet till objektet kan räknas ut. Genom att använda detta avstånd och andra fotografier kan mer information som parallax, egenrörelse och andra banparametrar beräknas.
Quaoar och Sedna är två objekt i solsystemet som hittades på detta sätt av Michael E. Brown och andra vid CalTech genom observationer med Samual Oschin 48 inch Schmidt telescope i Palomarobservatoriet och en speciell CCD-kamera med mycket hög upplösning. Förmågan för astronomerna att spåra positionerna och rörelserna av sådana objekt är avgörande för förståelsen för vårt solsystem, dess historia och dess framtid tillsammans med hela universum.

## Statistik
En grundläggande del av astrometrin är felkorrektion. Ett flertal faktorer för in fel i mätningarna av stjärnpositioner, inklusive atmosfäriska störningar, imperfektioner i instrumenten och fel av observatören. Flera av dessa fel kan reduceras med olika tekniker som genom förbättringar av instrumenten och kompensationer till datat. Resultaten analyseras sedan med statistiska metoder för att beräkna uppskattningar och felmarginaler.

## Datorprogram
- USNO Astrometric Archive Server
- Astrometry.net

## Astrometri i science fiction
- I Star Trek: Voyager är Astrometrics lab ("Astrometriklaboratoriet") platsen för flera scener.
- I TV-serien Battlestar Galactica nämns ett astrometriklaboratorium i dialogen vid ett flertal tillfällen.